# Volker Schmidt (Physiker)

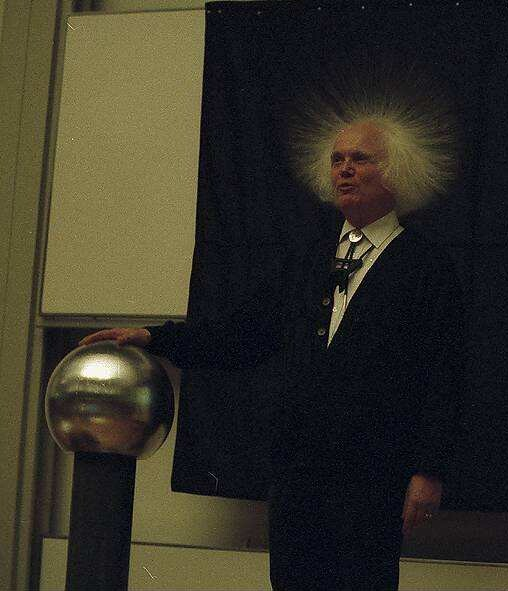
Volker Schmidt (2004)

Volker Schmidt (* 13. April 1939 in Frankenberg/Sachsen) ist ein deutscher Physiker.

## Leben und Werk
Nach dem Abitur wurde Volker Schmidt am 1. September 1957 an der Fakultät für Kerntechnik der Technischen Hochschule Dresden immatrikuliert. Am 25. Juli 1958 floh er mit der Familie nach West-Berlin ins Notaufnahmelager Marienfelde. Nach dem Bescheid zum ständigen Aufenthalt im Bundesgebiet absolvierte er einen Sonderlehrgang für Flüchtlinge aus der Sowjetischen Besatzungszone (SBZ), um die Zulassung zum Studium in der Bundesrepublik zu erhalten.
Am 8. April 1959 wurde Schmidt an der mathematisch-naturwissenschaftlichen Fakultät der Westfälischen Wilhelms-Universität Münster immatrikuliert. 1962 wurde er in die Studienstiftung des deutschen Volkes aufgenommen. 1966 bestand er die Diplomprüfung für Physiker und ging anschließend für sieben Monate nach Uppsala/Schweden ans Institut von Kai Siegbahn, um in der Arbeitsgruppe von John Thun die Grundlagen für Koinzidenzmessungen in der Kernphysik kennenzulernen.
Im Sommersemester 1967 begann Schmidt im Institut für Kernphysik bei Erich Huster mit seiner Doktorarbeit. Sein Betreuer war Lothar Wallek. Am 13. Oktober 1970 wurde er mit der Dissertation „βγcp–Korrelations-Messung am Ce 141 nach der Methode der Rückstreuung von γ-Strahlen an magnetisiertem Eisen“ zum Dr. rer. nat. promoviert.
Anschließend folgte er am 1. Oktober 1971 Werner Mehlhorn als wissenschaftlicher Assistent an die Universität Freiburg zu dessen Lehrstuhl Atom- und Molekülphysik. Schmidt wollte von der Kernphysik zur Atomphysik wechseln. In Freiburg begann er ein neues Arbeitsgebiet aufzubauen: Untersuchung der Doppel-Ionisation von freien Atomen durch Synchrotronstrahlung.
Er führte Experimente in verschiedenen Synchrotronstrahlungs-Labors durch: 1974 bis 1980 im Labor L.U.R.E in Paris-Süd/Orsay (Kollaboration mit François Wuilleumier und Werner Mehlhorn; erstes Experiment), 1981 bis 1984 im Labor HASYLAB/Hamburg (am Monochromator von Bernd Sonntag; erstes Experiment), 1984 bis Ende 1999 im Labor BESSY in Berlin (am Monochromator von Walter Braun); zwischendurch ein Forschungsaufenthalt vom 26. Februar bis 29. Mai 1987 am Speicherring SURF beim National Bureau of Standards in Gaithersburg/Washington/DC (als Gast bei Albert Parr). Finanziert hat Schmidt all seine Projekte durch die DFG, den SFB 276, das BMFT, das Human Capital and Mobility Program der Europäischen Union und durch anteilige Mittel des Lehrstuhls Mehlhorn.
Am 4. November 1982 habilitierte sich Schmidt an der Fakultät für Physik der Universität Freiburg, erhielt dann die Venia Legendi, und am 26. Januar 1989 wurde er außerplanmäßiger Professor an der Universität Freiburg.
Ab 1. Oktober 1975 war Schmidt wissenschaftlicher Angestellter an der Universität Freiburg. Am 1. April 2003 ging er in Rente.
Seit 1966 ist er mit Annemarie Schmidt, geb. Baader, verheiratet; sie haben zwei Töchter.

## Forschungsschwerpunkt
Die fundamentale Fragestellung seiner Arbeitsgruppe war die Elektronenemission bei der Doppel-Photoionisation, kurz bezeichnet als (γ,2e)-Experiment. Dass ein Photon zwei Elektronen herausschlagen kann, ist Ausdruck der korrelierten Bewegung der beiden Elektronen. Grob gesprochen bedeutet dies, dass ein Elektron etwas davon mitbekommt, wenn ein anderes Elektron etwas tut (und umgekehrt). Was bei diesem Prozess geschieht, gehört zum Drei-Körper-Problem, genauer dem Drei-Körper-Problem der Coulomb-Wechselwirkung. Beispiele solcher „Benchmark-Experimente“ sind die direkte Doppel-Photoionisation sowie die sequentielle Doppel-Photoionisation, speziell der 'Post-Collision-Interaction'. Der zur Doppelionisation verwandte Prozess der Ionisation eines Elektrons und Anregung eines zweiten wurde ebenfalls ausgiebig untersucht (siehe z. B.). Seine Publikationsliste umfasst 89 Artikel in wissenschaftlichen Zeitschriften.
Sein umfangreiches Wissen über die Photoionisation von Atomen mit Synchrotronstrahlung fand Niederschlag in einem allgemeinen Übersichtsartikel für die Dekade 1980–1990 und über sein Arbeitsgebiet der Elektronenspektrometrie von Atomen mit Synchrotronstrahlung verfasste er ein Lehrbuch.
Schmidt betreute insgesamt 11 Dissertationen, 31 Diplomarbeiten und 7 Staatsarbeiten. Zwei der Dissertationen wurden ausgezeichnet: B. Krässig erhielt 1994 den Ernst-Eckard-Koch-Preis vom BESSY in Berlin. N. Scherer erhielt 2002 den Gödecke-Forschungspreis des wissenschaftlichen Nachwuchses an der Uni Freiburg.
Neben Spezialvorlesungen war Schmidt zur regulären Vorlesung „Physik für Mediziner- und Pharmazeuten“ verpflichtet. Aus einer Faschings-Vorlesung (Frühjahr 1968) für diesen Personenkreis entwickelte sich eine „legendäre Weihnachtsvorlesung“, die ab 2002 als eine „vergnügliche Vorführung überraschender und lehrreicher physikalischer Experimente“ für jedermann zwischen 10 und 100 Jahren geöffnet wurde (ab 2008 fortgeführt von Horst Fischer).
Mit Rentenbeginn widmete sich Schmidt dem Studium alter Sprachen. Unter anderem lernte er Sumerisch und Akkadisch bei Horst Steible an der Universität Freiburg. Danach beschäftigte er sich zusammen mit seiner Frau mit dem Lesen und Übersetzen von ägyptischen Hieroglyphen-Texten.

## Mitgliedschaften
- 1988 bis Ende 1991: Mitglied im Wissenschaftlichen Beirat Grundlagenforschung vom BESSY
- 1989 bis 2001: Mitglied im SFB276 „Korrelierte Dynamik hochangeregter atomarer und molekularer Systeme“, Teilprojekte B5 und C11
- Juli 1990 bis Ende 1999 Treasurer of the Conference Series X-Ray and Inner-Shell Processes
- März 1994 bis Dezember 1997 Mitglied des Editorial Board des Journals of Physics B.